# Dennis Grote
Dennis Grote est un footballeur allemand né le 9 août 1986 à Kaiserslautern en Allemagne. Il évolue actuellement au poste de milieu de terrain pour le SC Rot-Weiss Oberhausen en Bundesliga 2.

## Carrière
- 2002-déc. 2010  :  VfL Bochum
- depuis jan. 2011 :  SC Rot-Weiss Oberhausen[2]

## Palmarès

### En sélection
- Allemagne
  - Vainqueur de l'Euro espoirs en 2009.